# Stockholm Syndrome (canción)
«Stockholm Syndrome» es una canción de rock y metal alternativo de la banda inglesa de rock alternativo Muse. Fue incluida en su tercer álbum de estudio, Absolution, siendo el primer sencillo de éste y convirtiéndose en unas de las canciones imprescindibles en muchos de sus conciertos.
En marzo de 2005, la revista Q colocó a "Stockholm Syndrome" en el número 44 en su lista de las 100 mejores canciones de guitarra.
El 8 de mayo de 2008, la canción se lanzó como parte de un pack de canciones de Muse para Guitar Hero III, junto con "Supermassive Black Hole" y "Exo-Politics".

## Composición
La letra habla del Síndrome de Estocolmo, una reacción psicológica en la cual la víctima de un secuestro acaba desarrollando una relación de complicidad con el secuestrador. En este caso, la canción fue escrita desde la perspectiva del agresor. 
El riff de guitarra principal está basado en D en la escala frigio dominante. Bellamy mencionó que este fue influenciado por la banda System of a Down. Los versos están en D menor, mientras que el estribillo cambia a un pasaje de piano con sintetizadores arpegiados y voces armonizadas. La canción resuelve con un breakdown a doble tempo con power chords de nuevo en D en la escala frigio dominante.

## Video musical
La banda grabó el video por su cuenta experimentando con una cámara térmica. Debido a que el video fue directamente grabado con esa cámara, no existe el video sin ese efecto térmico.
Un video diferente fue grabado para el lanzamiento de la canción en los Estados Unidos. En él, aparece la banda tocando en un programa ficticio de entrevistas llamado "Oracle TV".